# 瓦卡加省
瓦卡加省 （法語：Prefecture de Vakaga）是中非共和国16省之一，首府比劳。该省与乍得、南苏丹、北苏丹相连。該省面積46,500平方公里，根據2003年人口普查，人口為37,595。該省人口密度极低，每平方公里不足1人。